# Eaton (Indiana)
Eaton – miasto w Stanach Zjednoczonych, w stanie Indiana, w hrabstwie Delaware.